# فریدریش مرتس
یواخیم-فریدریش مارتین یوزف مرتس معروف به فریدریش مِرتْس (انگلیسی: Friedrich Merz؛ زادهٔ ۱۱ نوامبر ۱۹۵۵) سیاستمدار و صدراعظم کنونی آلمان است که از ژانویه ۲۰۲۲ به‌عنوان رهبر اتحادیه دموکرات مسیحی آلمان (CDU) فعالیت می‌کند و از فوریه ۲۰۲۲ ریاست گروه پارلمانی CDU/CSU (اتحادیه) و همچنین رهبری اپوزیسیون در بوندستاگ را بر عهده دارد. در سپتامبر ۲۰۲۴، او به‌عنوان نامزد اتحادیه برای صدراعظمی آلمان در انتخابات فدرال ۲۰۲۵ معرفی شد.
مرتس در ۶ مه ۲۰۲۵، در دور دوم رأی‌گیری، پس از آنکه به‌طور غیرمنتظره‌ای نتوانست اکثریت مطلق آرای پارلمان را در دور اول رأی‌گیری به دست آورد - که برای اولین بار در تاریخ آلمان برای یک نامزد صدراعظمی اتفاق می‌افتد - به عنوان صدراعظم انتخاب شد.
مرتس در بریلن، نوردراین-وستفالن، آلمان غربی متولد شد. در ۱۹۷۲ به سازمان جوانان اتحادیه پیوست. پس از پایان تحصیلات حقوق در ۱۹۸۵، به‌عنوان قاضی و وکیل شرکتی مشغول به کار شد و در ۱۹۸۹ وارد سیاست شد، زمانی که به پارلمان اروپا راه یافت. پس از یک دوره نمایندگی، در بوندستاگ انتخاب شد و به‌عنوان یکی از مهم‌ترین کارشناسان سیاست مالی در CDU شناخته شد. در ۲۰۰۰ هم‌زمان با انتخاب آنگلا مرکل به ریاست CDU، او به ریاست گروه پارلمانی CDU/CSU رسید. در آن زمان، مرتس و مرکل رقبای اصلی برای رهبری حزب بودند.
پس از انتخابات ۲۰۰۲، مرکل ریاست گروه پارلمانی را از مرتس گرفت و او به معاونت فراکسیون بسنده کرد. در ۲۰۰۴، او از این سمت کناره‌گیری کرد و به اختلاف طولانی‌مدت خود با مرکل پایان داد. سپس به تدریج از سیاست کنار رفت و تا ۲۰۰۹ به‌طور کامل از بوندستاگ خارج شد تا بر حرفه حقوقی خود تمرکز کند. در این مدت، او مشاور ارشد در شرکت حقوقی مایر براون شد و در زمینه ادغام و تملک، بانکداری، مالی و انطباق مالی فعالیت کرد. او در هیئت‌مدیره شرکت‌های متعددی، از جمله بلک‌راک آلمان حضور داشت. مرتس که یک وکیل شرکتی و میلیاردر مشهور است، همچنین خلبان خصوصی دارای مجوز است و دو هواپیما شخصی دارد.
در ۲۰۱۸، مرتس بازگشت خود به سیاست را اعلام کرد. او در دسامبر ۲۰۲۱ به‌عنوان رهبر CDU انتخاب شد و در ژانویه ۲۰۲۲ این سمت را به عهده گرفت. پیش از این، دو بار در انتخابات رهبری حزب (۲۰۱۸ و ژانویه ۲۰۲۱) شکست خورده بود.
در دوران جوانی، مرتس یکی از حامیان سرسخت ضدکمونیسم بود که در آن زمان دکترین غالب در آلمان غربی و یکی از اصول اصلی CDU بود. او به‌عنوان نماینده جناح محافظه‌کار سنتی و طرفدار اقتصاد آزاد در CDU شناخته می‌شود. کتاب او «جرئت سرمایه‌داری بیشتر» از لیبرالیسم اقتصادی حمایت می‌کند. او به‌عنوان حامی پرشور آمریکا شناخته می‌شود و رئیس انجمن آتلانتیک-بریکه بود که دوستی آلمان و آمریکا را ترویج می‌کند.
مرتس مدافع سرسخت اتحادیه اروپا، ناتو و نظم بین‌المللی لیبرال است و خود را «اروپایی متعهد، آتلانتیک‌گرا و آلمانی باز به جهان» توصیف می‌کند. او خواستار تقویت همبستگی اروپایی و تشکیل ارتش واحد اروپا است. همچنین به داشتن موضع سخت‌گیرانه علیه روسیه و چین معروف است و منتقد سرسخت دولت ترامپ بود. او ایالات متحده تحت رهبری ترامپ را با روسیه تحت پوتین مقایسه کرد و از دخالت‌های انتخاباتی آمریکا و روسیه انتقاد کرد. مرتس معتقد است اروپا باید توان دفاعی خود را تقویت کند و حتی پیشنهاد داده که در صورت لزوم جایگزینی برای ناتو بیابد تا از وابستگی به ایالات متحده کاسته شود.

## زندگی و سال‌های جوانی

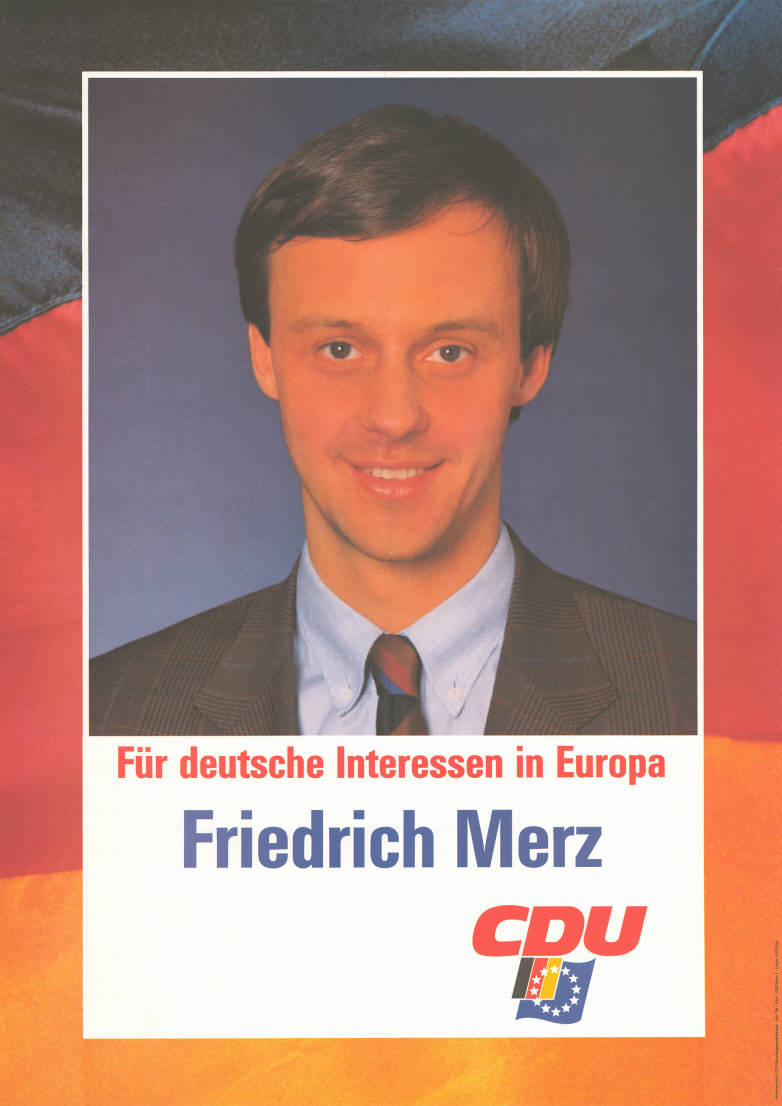
تصویر تبلیغاتی از مرتس از حزب اتحادیه دموکرات مسیحی آلمان (CDU) در سال ۱۹۸۹

یواخیم-فریدریش مارتین یوزف مرتس در ۱۱ نوامبر ۱۹۵۵ در شهر بریلون، واقع در ایالت نوردراین-وستفالن، آلمان غربی متولد شد. پدرش یواخیم مرتس (متولد ۱۹۲۴) قاضی و عضو حزب دموکرات مسیحی (CDU) بود. مادرش پائولا سوینی (متولد ۱۹۲۸) از خانواده‌ای اشرافی با اصالت فرانسوی بود که در بریلون شهرت داشت. پدربزرگ مادری‌اش، یوزف پل سوینی، شهردار بریلون بود.
مرتس کاتولیک است و در خانه مادری‌اش، عمارت سوینی، در بریلون بزرگ شد. این خانه در سال ۱۷۵۲ ساخته شد و در ۱۸۱۳ ژروم بناپارت یک شب را در آن گذراند. در ۲۰۲۱ این عمارت با قیمت ۲ میلیون یورو برای فروش گذاشته شد.
پس از اتمام آبی‌تور (دیپلم دبیرستان) در ۱۹۷۵، مرتس به خدمت سربازی در یگان توپخانه خودکششی ارتش آلمان پیوست. او از ۱۹۷۶ با بورسیه بنیاد کنراد آدناور در رشته حقوق تحصیل کرد. ابتدا در دانشگاه بن و سپس در دانشگاه ماربورگ ادامه تحصیل داد. در دوران تحصیل در بن، عضو انجمن دانشجویی کاتولیک Bavaria Bonn بود که در ۱۸۴۴ تأسیس شده و بخشی از اتحادیه Cartellverband است.
پس از فارغ‌التحصیلی از دانشکده حقوق در ۱۹۸۵، مرتس به‌عنوان قاضی در زاربروکن مشغول به کار شد. در ۱۹۸۶، او قضاوت را رها کرد و بین ۱۹۸۶ تا ۱۹۸۹ به‌عنوان وکیل داخلی در انجمن صنایع شیمیایی آلمان در بن و فرانکفورت فعالیت داشت.
مرتس به آلمانی، فرانسوی و انگلیسی مسلط است.

## فعالیت سیاسی
در سال ۱۹۷۲، در سن هفده سالگی، او به عضویت شاخه جوانان حزب دموکرات مسیحی، اتحادیه جوانان، درآمد. در سال ۱۹۸۰، رئیس شاخه بریلون اتحادیه جوانان شد.

### عضو پارلمان اروپا (۱۹۸۹–۱۹۹۴)
مرز با موفقیت به عنوان نامزد در انتخابات پارلمان اروپا در سال ۱۹۸۹ شرکت کرد و تا سال ۱۹۹۴ یک دوره به عنوان عضو پارلمان اروپا خدمت کرد. او عضو کمیته امور اقتصادی و پولی و هیئت پارلمانی روابط با مالت بود.

### عضو بوندستاگ (۱۹۹۴–۲۰۰۹)
از انتخابات آلمان در سال ۱۹۹۴، به عنوان نماینده حوزه انتخابیه‌اش، هوخ‌زاورلند، در بوندستاگ خدمت کرد. در اولین دوره خود، عضو کمیته مالی بود.
در اکتبر ۱۹۹۸، مرز نایب رئیس و در فوریه ۲۰۰۰ رئیس گروه پارلمانی CDU/CSU (همراه با مایکل گلوس) شد و جانشین ولفگانگ شویبله شد. در این سمت، او رهبر اپوزیسیون در بوندستاگ در اولین دوره صدراعظمی گرهارد شرودر بود.
پیش از انتخابات سال ۲۰۰۲، ادموند اشتویبر، مرز را در کابینه سایه خود برای کمپین دموکرات‌های مسیحی برای برکناری شرودر از صدراعظمی قرار داد. در طول کمپین، مرز به عنوان کارشناس اشتویبر در بازارهای مالی و بودجه ملی خدمت کرد. پس از شکست انتخاباتی اشتویبر، آنگلا مرکل رهبری گروه پارلمانی را بر عهده گرفت؛ مرز تا سال ۲۰۰۴ دوباره به عنوان نایب رئیس خدمت کرد. از سال ۲۰۰۲ تا ۲۰۰۴، او همچنین عضو هیئت اجرایی CDU، دوباره تحت رهبری مرکل، بود.
در سال ۲۰۰۵، رسانه‌های آلمانی او را به عنوان عضو جدید پیمان آند توصیف کردند، شبکه‌ای مخفی از مردان با نفوذ CDU که در سال ۱۹۷۹ توسط اعضای اتحادیه جوانان در سفری به منطقه آند در آمریکای جنوبی تشکیل شد. پیمان آند در مخالفت با مرکل، به ویژه در پنج سال قبل از صدراعظمی او در سال ۲۰۰۵، پس از آنکه رئیس CDU شد، قرار داشت. سال‌ها قبل از پذیرش او، مرز «وفاداری اساسی» به همتایان خود در پیمان آند داشت. بین سال‌های ۲۰۰۵ و ۲۰۰۹، مرز عضو کمیته امور حقوقی بود. در سال ۲۰۰۶، او یکی از نه نماینده پارلمان بود که شکایتی را در دادگاه قانون اساسی فدرال علیه افشای منابع درآمد اضافی ثبت کرد؛ این شکایت در نهایت ناموفق بود. در سال ۲۰۰۷، او اعلام کرد که در انتخابات سال ۲۰۰۹ برای مناصب سیاسی نامزد نخواهد شد.

### بازگشت به سیاست
پس از اینکه آنگلا مرکل قصد خود را برای کناره‌گیری از رهبری حزب CDU اعلام کرد، مرز اعلام کرد که در انتخابات بعدی رهبری حزب در سال ۲۰۱۸ شرکت خواهد کرد. نامزدی او توسط رئیس سابق CDU و «ولیعهد» دوران کول، ولفگانگ شویبله، تبلیغ شد. در ۷ دسامبر ۲۰۱۸، در دور دوم انتخابات رهبری، مرز توسط آنگرت کرامپ-کارن‌باوئر شکست خورد.
در ۲۵ فوریه ۲۰۲۰، او نامزدی خود را در اولین انتخابات رهبری CDU در سال ۲۰۲۱ اعلام کرد. نزدیک‌ترین رقبای او آرمین لاشت و نوربرت روتگن بودند. پس از چندین بار تعویق، انتخابات رئیس جدید حزب CDU در کنگره حزب در ۱۵–۱۶ ژانویه ۲۰۲۱ برگزار شد، که اولین بار در تاریخ حزب بود که به‌طور کامل آنلاین برگزار شد. در دور اول، مرز ۳۸۵ رای، ۵ رای بیشتر از لاشت، کسب کرد. در دور دوم، مرز برای دومین بار نتوانست پست ریاست حزب را به دست آورد و از بین ۱۰۰۱ نماینده، ۴۶۶ رای کسب کرد، در حالی که لاشت ۵۲۱ رای کسب کرد.
در همان روز، پس از شکست در انتخابات رهبری، مرز پیشنهاد داد که «به دولت فعلی بپیوندد و وزارت اقتصاد را بر عهده بگیرد». این وزارتخانه در آن زمان توسط همکار حزبی او، پیتر آلت‌مایر، اداره می‌شد و این پیشنهاد رد شد. لاشت با جذب مرز به تیم مبارزات انتخاباتی خود به سرعت او را آرام کرد. لاشت این کار را با این استدلال توجیه کرد که مرز «بدون شک یک بازیکن تیمی» بود و تخصص اقتصادی و مالی او می‌تواند کمک حیاتی در غلبه بر چالش عظیم همه‌گیری به روشی پایدار ارائه دهد.
پیش از انتخابات فدرال آلمان در سال ۲۰۲۱، پاتریک زنس‌بورگ، جانشین مرز در کرسی او در بوندستاگ، نتوانست حمایت حزب خود را برای نامزدی جدید به دست آورد. مرز به جای او، پس از ۱۲ سال غیبت، به بوندستاگ بازگشت.

### رئیس حزب دموکرات مسیحی
در ۱۵ نوامبر ۲۰۲۱، مرز نامزدی خود را در دومین انتخابات رهبری حزب دموکرات مسیحی در سال ۲۰۲۱ اعلام کرد. رقبای او نوربرت روتگن و هلگه براون بودند.
در طول مبارزات انتخاباتی کوتاه آنها، رقبای مرز خود را به عنوان جانشینان مرکل معرفی کردند. در مقابل آنها، مرز وعده داد که یک گسست قاطع از خط مشی میانه‌رویی که مرکل به مدت ۱۶ سال دنبال کرده بود، ایجاد کند.
در مجموع، حدود ۴۰۰۰۰۰ عضو حزب دموکرات مسیحی توانستند به صورت آنلاین یا از طریق نامه رای دهند. تا ۱۷ دسامبر ۲۰۲۱، مرز در دور اول رای‌گیری اکثریت مطلق ۶۲٫۱ درصد اعضا را به دست آورده بود، بنابراین دور دوم رای‌گیری ضروری نبود. این بدان معنا بود که او در سومین تلاش خود توانست ریاست حزب را به دست آورد. مرز در واکنش به نتایج رای‌گیری گفت: «آرام به خودم گفتم، 'وای'؛ اما فقط آرام، سرودهای پیروزی از من دور هستند».
مرز به‌طور رسمی در کنگره ۱۰۰۱ نماینده حزب در کنگره مجازی فدرال حزب در ۲۲ ژانویه ۲۰۲۲ به عنوان رئیس حزب دموکرات مسیحی انتخاب شد. در نهایت، ۹۱۵ نفر از ۹۸۳ نماینده به او رای دادند و با کسب ۹۴٫۶ درصد آرا معتبر، رهبر بزرگ‌ترین حزب مخالف در بوندستاگ شد. این رای به‌طور رسمی یک «پیش رای‌گیری دیجیتال» نامیده شد که نتیجه آن به صورت کتبی توسط نمایندگان تأیید شد.
پس از آنگرت کرامپ-کارنباوئر و آرمین لاشت، مرز در عرض سه سال سومین رهبر اتحادیه دموکرات مسیحی شد. او رسماً در ۳۱ ژانویه ۲۰۲۲ به عنوان رهبر حزب شروع به کار کرد.

## صدراعظم
در ۶ مه، زمانی که دور اول رای‌گیری برگزار شد، مرتس به عنوان صدراعظم بعدی تأیید نشد، زیرا به‌طور غیرمنتظره‌ای نتوانست اکثریت مطلق را در پارلمان به دست آورد و تنها ۳۱۰ رای از ۶۳۰ رای مورد نیاز را کسب کرد. این اولین بار در تاریخ آلمان بود که یک نامزد صدراعظمی در اولین تلاش آرای لازم را کسب نکرد. دور دوم رای‌گیری در همان روز برگزار شد و در نتیجه او با ۳۲۵ رای به عنوان صدراعظم انتخاب شد. مرتس و کابینه‌اش در همان روز رای‌گیری سوگند یاد کردند.
یکی از اولین اقدامات رسمی او، بازسازی وزارتخانه‌ها و ایجاد وزارت دیجیتال و نوسازی دولت بود. در ۷ مه، او اولین سفر خارجی خود را به عنوان صدراعظم انجام داد و در فرانسه با رئیس‌جمهور امانوئل مکرون دیدار کرد و به‌طور مشترک ایجاد شورای دفاع و امنیت فرانسه و آلمان را اعلام کرد و پس از آن در ورشو با نخست‌وزیر لهستان، دونالد تاسک، دیدار کرد و بر روابط در چارچوب مثلث وایمار تأکید کرد.